# 165e division d'infanterie (France)
Pour les articles homonymes, voir 165e division d'infanterie.
La 165e division d'infanterie est une division d'infanterie de l'armée de terre française qui a participé à la Première Guerre mondiale.

## Les chefs de la165edivision d'infanterie
- 19 novembre 1916 - 12 janvier 1919 : Général Caron

## Première Guerre mondiale

### Composition
- Infanterie

154e Régiment d'Infanterie de décembre 1916 à novembre 1918
155e Régiment d'Infanterie de décembre 1916 à novembre 1918
287e Régiment d'Infanterie de décembre 1916 à novembre 1918
- Cavalerie

1 escadron du 20e régiment de chasseurs à cheval à partir de janvier 1917
- Artillerie

1 groupe de 90 du 20e régiment d'artillerie de campagne de décembre 1916 à juillet 1917
1 groupe de 75 du 29e régiment d'artillerie de campagne de décembre 1916 à juillet 1917
1 groupe de 90 du 51e régiment d'artillerie de campagne de décembre 1916 à juillet 1917
3 groupes de 75 du 235e régiment d'artillerie de campagne à partir de juillet 1917
101e batterie de 58 du 22e régiment d'artillerie de campagne de décembre 1916 à janvier 1918
101e batterie de 58 du 235e régiment d'artillerie de campagne à partir de janvier 1918
8e groupe de 155c du 132e régiment d'artillerie lourde à partir de juillet 1918
- bataillon de pionniers issu du 5e régiment d'infanterie territoriale.

### Historique

#### 1916
- 2 – 24 décembre : constitution au camp de Ville-en-Tardenois.
- 24 décembre 1916 – 24 janvier 1917 : transport par V.F. dans la région de Sainte-Menehould. À partir du 27 décembre, occupation d'un secteur entre le Four de Paris et l'Aisne.

#### 1917
- 24 janvier – 3 avril : retrait du front ; mouvement vers Vanault-les-Dames, puis vers Orbais-l'Abbaye ; repos et instruction. À partir du 23 février, mouvement vers Montmort ; instruction. À partir du 23 mars, mouvement vers Damery ; instruction.
- 3 avril – 19 mai : mouvement vers le front. Occupation d'un secteur entre Sapigneul et la Miette :

12 avril : action offensive locale.
14 avril : retrait du front ; repos au sud de Cormicy.
15 avril : Bataille du Chemin des Dames, progression en 2e ligne vers le Camp de César puis organisation des positions conquises, au nord-est de Berry-au-Bac.
7 mai : front étendu, à gauche, jusqu'à la Miette.
- 19 mai – 3 juillet : retrait du front. Travaux et instruction vers Jonchery-sur-Vesle, puis vers Dormans. À partir du 3 juin, mouvement par étapes vers Mailly-le-Camp. À partir du 11 juin, repos et instruction au camp.
- 3 juillet – 17 août : mouvement vers Dugny. À partir du 7 juillet, éléments en secteur à Louvemont (préparatifs d'attaque). À partir du 2 août, mouvement vers Villotte-devant-Louppy ; instruction (quelques éléments laissés en secteur).
- 17 - 29 août : occupation d'un secteur vers Louvemont et la ferme des Chambrettes.

20, 26 août : engagée dans la 2e Bataille Offensive de Verdun : avance vers Beaumont.
- 29 août – 13 septembre : retrait du front ; transport par camions vers Vanault-les-Dames ; repos.
- 13 septembre – 13 octobre : transport par camions vers Génicourt-sur-Meuse et occupation d'un secteur vers la tranchée de Calonne et les Éparges.
- 13 octobre – 1er novembre : retrait du front. Transport par camions vers Maxey-sur-Vaise ; repos.
- 1er novembre 1917 – 31 janvier 1918 : mouvement, partie par camions, partie par étapes, vers Custines. À partir du 4 novembre, occupation d'un secteur entre Chenicourt et Clémery.

#### 1918
- 31 janvier – 27 mars : retrait du front ; repos, instruction et travaux au nord de Toul et vers Frouard.
- 27 mars – 26 avril : mouvement vers la région de Tannois, puis, à partir du 2 avril, transport par V.F., de Saint-Dizier dans celle de Verberie : repos. À partir du 5 avril, mouvement vers Saint-Just-en-Chaussée et Ansauvillers, puis successivement vers Breteuil, Saint-Sauflieu et le front.
- 26 avril – 31 mai : occupation d'un secteur entre Hangard et Hailles : éléments engagés dans l'attaque française du 2 mai, sur Castel.
- 31 mai – 10 juin : retrait du front et repos vers Bonneuil-les-Eaux.
- 10 juin – 10 août : transport par V.F., vers Pronleroy ; engagée dans la Bataille du Matz :

Contre-attaque vers Belloy et Lataule. Puis organisation d'un nouveau secteur vers Belloy et Saint-Maur.
- 10 – 19 août : engagée dans la 3e Bataille de Picardie : attaques à Lataule, de Conchy-les-Pots et du bois des Loges.
- 19 – 26 août : retrait du front ; tenue prête à intervenir, vers le château de Séchelles et vers Ressons-sur-Matz.
- 26 août – 15 septembre : mouvement vers le front et occupation d'un secteur de combat vers Canny-sur-Matz et Lassigny. À partir du 28 août, engagée dans la poussée vers la position Hindenburg : attaques de La Potière, de Catigny, de Chevilly, du bois du Chapitre et de Guiscard ; poursuite jusqu'au canal Crozat.
- 17 septembre – 11 novembre : retrait du front : repos vers Liancourt. À partir du 18 septembre, transport par V.F. dans la région de Malzéville. À partir du 25 septembre, occupation d'un secteur vers Arraye-et-Han et Clémery ; préparatifs d'offensive.

### Rattachements
- Affectation organique : 32e corps d'armée de décembre 1916 à novembre 1918

- 1re armée

4 – 11 juin 1917
10 avril – 10 juin 1918
- 2e armée

3 juillet – 13 octobre 1917
29 mars – 2 avril 1918
- 3e armée

5 – 10 avril 1918
13 juin – 14 septembre 1918
- 4e armée

22 décembre 1916 – 31 janvier 1917
11 juin – 3 juillet 1917
31 janvier – 26 mars 1918
14 – 18 septembre 1918
- 5e armée

2 – 22 décembre 1916
31 janvier – 21 avril 1917
21 mai – 4 juin 1917
- 6e armée

2 – 5 avril 1918
- 8e armée

13 octobre 1917 – 31 janvier 1918
26 – 29 mars 1918
18 septembre – 10 novembre 1918
- 10e armée

21 avril – 21 mai 1917
10 – 11 novembre 1918
- Groupe d'armées Mangin

10- 13 juin 1918